# Dialexia setulosa
Dialexia setulosa là một loài bọ cánh cứng trong họ Endomychidae. Loài này được Gorham miêu tả khoa học năm 1891.